# Lycodonus malvinensis
Lycodonus malvinensis es una especie de pez de la familia Zoarcidae en el orden de los perciformes.

## Morfología
El macho puede llegar alcanzar los 19,6 cm de longitud total.

## Hábitat
Es un pez de mar y de aguas profundas que vive entre 800- 2.044 m de profundidad.

## Distribución geográfica
Se encuentran en las Islas Malvinas. 

## Observaciones
Es inofensivo para los humanos. 